# 斬る
„斬る“ е японски джидайгеки филм от 1968 година на режисьора Кихачи Окамото по негов сценарий в съавторство с Акира Мурао.
Сюжетът, базиран на роман на Шугоро Ямамото, описва местен селски бунт срещу интригантсващ управител на имение. Филмът пародира типичния джидайгеки чрез двамата главни герои — селянин, опитващ се да стане самурай, и самурай, отказал се от положението си. Главните роли се изпълняват от Тацуя Накадаи, Ецуши Такахаши, Наоко Кубо, Шигеру Кояма.